# Еффінгем (Іллінойс)
Еффінгем (англ. Effingham) — місто (англ. city) в США, в окрузі Еффінґгем штату Іллінойс. Населення — 12 252 особи (2020).

## Географія
Еффінгем розташований за координатами 39°7′11″ пн. ш. 88°33′3″ зх. д. / 39.11972° пн. ш. 88.55083° зх. д. (39.119750, -88.550896).  За даними Бюро перепису населення США в 2010 році місто мало площу 25,71 км², з яких 25,55 км² — суходіл та 0,16 км² — водойми.

## Демографія
Згідно з переписом 2010 року, у місті мешкало 12 328 осіб у 5340 домогосподарствах у складі 3106 родин. Густота населення становила 480 осіб/км².  Було 5696 помешкань (222/км²).
Расовий склад населення:
| - 96,0 % — білих - 0,7 % — азіатів - 0,4 % — чорних або афроамериканців - 0,2 % — корінних американців - 1,6 % — осіб інших рас |

До двох чи більше рас належало 1,0 %. Частка іспаномовних становила 3,2 % від усіх жителів.
За віковим діапазоном населення розподілялося таким чином: 23,0 % — особи молодші 18 років, 59,4 % — особи у віці 18—64 років, 17,6 % — особи у віці 65 років та старші. Медіана віку мешканця становила 38,9 року. На 100 осіб жіночої статі у місті припадало 92,2 чоловіків;  на 100 жінок у віці від 18 років та старших — 87,5 чоловіків також старших 18 років.
Середній дохід на одне домашнє господарство  становив 57 582 долари США (медіана — 43 760), а середній дохід на одну сім'ю — 74 546 доларів (медіана — 60 662). Медіана доходів становила 42 019 доларів для чоловіків та 29 960 доларів для жінок. За межею бідності перебувало 16,8 % осіб, у тому числі 26,7 % дітей у віці до 18 років та 12,1 % осіб у віці 65 років та старших.
Цивільне працевлаштоване населення становило 5981 осіб. Основні галузі зайнятості: освіта, охорона здоров'я та соціальна допомога — 23,1 %, виробництво — 15,6 %, роздрібна торгівля — 14,9 %, мистецтво, розваги та відпочинок — 14,7 %.